# Lodingesjön
Lodingesjön är en sjö i Ale kommun i Västergötland och ingår i Göta älvs huvudavrinningsområde. Sjön ligger mellan Nödinge och Bohus.